# دارين كرادوك
دارين كرادوك (بالإنجليزية: Darren Craddock)‏ هو لاعب كرة قدم بريطاني، ولد في 23 فبراير 1985 في بيشوب أوكلاند ‏ في المملكة المتحدة. لعب مع نادي هارتلبول يونايتد ونادي يورك سيتي.

## وصلات خارجية
- دارين كرادوك على موقع قاعدة بيانات كرة القدم.إي يو (الإنجليزية)
- دارين كرادوك على موقع Soccerbase.com (لاعب) (الإنجليزية)